# Ercole Bernabei
Ercole Bernabei (Caprarola, 1622 - Múnic, 5 de desembre de 1687) fou un organista i compositor italià, actiu principalment a Alemanya.

## Biografia
Format musicalment a Roma, on va ser deixeble d'Orazio Benevoli. El 25 d'agost de 1642 es documenta la seva presència com a intèrpret de baix continu a la cerimònia religiosa a l'església de San Luigi dei Francesi, on més tard fou mestre de capella. Posteriorment, el 1653, va succeir al compositor i teclista Luigi Rossi en el càrrec d'organista de la mateixa església, càrrec que va ocupar fins al 1658, quan va ser substituït temporalment per Ercole Pastorelli. Restituit l'any següent, va continuar el seu servei a San Luigi fins al juliol de 1665, quan va ser nomenat mestre de capella de la Basílica de Sant Joan del Laterà. El 1667 va obtenir també la direcció de la capella de San Luigi, en reemplaçament d'Antonio Maria Abbatini, càrrec que va ocupar fins al juny de 1672, quan, gràcies al suport de la reina Cristina de Suècia, es va convertir en director de la Capella Sixtina al Vaticà, lloc que havia deixat vacant Orazio Benevoli i on entre d'altres alumnes tingué a Tommaso Bai.
Dos anys després, però, va ser convidat a convertir-se en mestre de capella del príncep Ferran Maria de Baviera, en reemplaçament de Johann Kaspar Kerll. Va sortir de Roma per viatjar a Múnic, una ciutat on romandrà per la resta de la seva vida. En la cort de Baviera, Bernabei va compondres les seves millors obres, i va tenir com a estudiant assistent i el futur compositor Agostino Steffani. Malgrat tot això, mai va estar particularment emocionat de la seva estada a la capital bavaresa i planejava tornar a Itàlia tan aviat com fos possible, cosa que mai va ser capaç de fer, i el 5 de desembre de 1687 va morir.
Ell era el cap d'una família de músics. Recordem en particular, el seu fill més gran Giuseppe Antonio Bernabei i el seu fill més jove Vincenzo Bernabei.

## Consideracions sobre l'artista
Durant els anys que va passar a Roma Bernabei va compondre principalment obres sagrades a l'estil antic, però va demostrar ser un compositor polifacètic i saber adaptar-se als estils moderns: va escriure nombroses obres en estil concertat per a poques veus i baix continu, però també en estil policoral, sentint així la influència del seu mestre Benevoli.
A causa de la seva intensa activitat com a mestre de cor, va ser menys actiu pel costat de la música profana. Tanmateix, recordem especialment el seu Concert de Madrid (1669), una col·lecció de 15 madrigals concertats a tres veus i continu, dedicat al príncep Flavio Orsini, duc de Bracciano, que l'alumne Steffani va tenir present com a model per a algunes de les seves obres. No se sap res de la música operística de Bernabei, ja que la música de les seves obres escenificades a Múnic s'ha perdut.

## Obres
Òperes
- La conquista del vello d'oro in Colco (llibret de D. Gisberti, 1674, Múnic)
- I portenti dell'indole generosa, ovvero Enrico terzo imperatore, duca di Baviera (llibret de D. Gisberti, 1675, Múnic)
- Il litigio del cielo e della terra (llibret de V. Terzago, 1680, Múnic)
- Erote ed Anderote (llibret de V. Terzago, 1686, Múnic)

Oratori
- Santa Cristina, llibret de Lelio Orsini (Bologna, casa del marquès Paleotti, 1666)

Música profana
- Concerto madrigalesco a tre voci, per 3 veus i baix continu (Roma, A. Belmonte, 1669)
- cantate, canzonette, arie per voce e basso continuo (manoscritte)

Música sacra
- Ecce sacerdos magnus, motet a 2 veus i continu, en Raccolta di Gio. Battista Caifabri e D. Francesco Cavallotti... Parte prima, Roma, G. Fei, 1665
- Exaudiat Dominus, motet a 3 veus i continu, en Raccolta di Gio. Battista Caifabri ...Parte seconda, Roma, A. Belmonte. 1667.
- Sacrae modulationes op. 2, per a 5 veus, 2 violins i continu (Monaco, 1691)
- 2 misses a 16 veus
- 23 peces sagrades (motets, himnes, antífones) per a 4-8 veus

Bibliografia
- R. Casimiri: Ercole Bernabei, maestro della Cappella musicale lateranese (Roma, 1920)
- A. Morelli: Il Theatro spirituale ed altre raccolte di testi per oratorio romani del Seicento, in «Rivista italiana di musicologia», XXI (1986), pp. 61–143)